# Tahir Musa Ceylan
 (décembre 2020).
 (décembre 2020).
Tahir Musa Ceylan (né en 1956 à Çanakkale, Turquie) est un écrivain turc.

## Biographie
Après des expositions de photographie dans la première période de sa vie artistique, Tahir Musa Ceylan est surtout connu à travers ses articles sur l’esthétique et l’histoire de la photographie. 
En 1988, il publie son premier livre intitulé Fotoğraf, estetik ve görüntü üzerine denemeler (Essais sur la photographie, l’esthétique et l’image).
Ses poèmes sont publiés dans des revues littéraires comme Sanat Olayı, Hürriyet Gösteri, Düşün, Edebiyat ve Eleştiri, Ünlem, İle, Akatalpa et Hayal, et en 1988, son premier livre de poésie, Depresyonun Şiiri [La Poésie de la Dépression] est publié. Il fait partie des poètes de la génération des années 1980, il a une approche imagiste, lyrique et dramatique de la poésie qui privilégie l’âme. Dans les années 1990, il publie avec ses amis, la revue littéraire In vivo et il édité la section de l’art du Bulletin de la chambre de médecine d’Istanbul.
Son premier roman İçi Yoksul (Pauvre à l’intérieur), publié en 2005, traite du monde intérieur d’un jeune homme qui, après avoir quitté son pays natal Yenice, une petite ville près de Çanakkale, vient étudier à Ankara, où à la suite d'un choc culturel, endure des traumatismes émotionnels.
Dans son roman Kestane kıranında kadınlar (Femmes au temps de la tempête des châtaignes), à travers une protagoniste centrale, traite la lutte de subsistance d’une famille constamment sujette à de nombreuses difficultés, ainsi qu’en arrière-plan, la vie d’un village fictif, Mavruz, en Anatolie, à la fin du XIXe et au début du XXe siècle. Les péripéties survenues au village ont été inspirées de la vie du village de Nevruz, pays natal de l’auteur. Dans Elli Yıl Sonra Kül (La Cendre après cinquante ans, 2010), il regarde le même village cinquante ans plus tard. 
Le troisième roman, Yarım adamın aşkları (Les Amours d’un demi-homme), daté de 2009, se déroule à l’époque actuelle, prend pour sujet la vie d’un homme près de la cinquantaine, un universitaire névrosé, qui subit des fluctuations sentimentales dans sa vie quotidienne à la suite de ses diverses relations avec les femmes. 
Dans Bir Zamanlar Bakırköy (Temps anciens à Bakırköy), l'auteur, s'inspirant de sa propre expérience en psychiatrie, décrit l'évolution complexe de la relation entre un médecin psychiatre et sa patiente. 
Dans Diri Aşk, publié en 2019, plusieurs histoires d'amour s'entrecroisent comme pour illustrer sa théorie philosophique du « moi commun » à travers l'histoire de l'Empire ottoman et de la République de Turquie ; on croise des figures connues comme Erdal Eren (manifestant condamné à mort en 1980), Hrant Dink (journaliste assassiné en 2007), les psychiatres Kriton Dinçmen (tr) et Niyazi Uygur. 
Selon son style littéraire, l’auteur rend complémentaire la langue et la narration, de temps à autre il rend indiscernables la poésie et la prose. On a dit que comme romancier, il produit avec une liberté enthousiaste sur un champ raffiné. 
Depuis plus de vingt ans, il publie des essais de neuro-philosophie et de psycho-philosophie dans la revue Science technologie sous le titre de Aylak bilgi (Savoir oisif). Ces articles d’ailleurs ont été recueillis par l’auteur dans les livres Aylak bilgi (Savoir oisif), Aylak yazılar (Écrits oisifs) et Aylak düşünceler (Réflexions oisives).

## Œuvres
- Fotoğraf estetik ve görüntü üzerine denemeler (Essais sur la photographie, l’esthetique et l’image), 1988
- Depresyonun şiiri (La Poésie de la dépression), 1988
- Depresyonun şiiri (La Poésie de la dépression, réédition avec de nouvelles poésies), 2004
- Aylak bilgi (Savoir oisif), 2002 -  (ISBN 9756410620)
- İçi yoksul (Pauvre à l’intérieur), 2005  (ISBN 9759174138)
- Aylak yazılar (Écrits oisifs), 2006  (ISBN 9758845012)
- Aylak düşünceler (Réflexions oisives), 2007  (ISBN 9789944338561)
- Kestane kıranında kadınlar (Femmes au temps de la tempête des châtaignes), 2008  (ISBN 9789758859818)
- Yarım adamın aşkları (Les Amours d’un demi-homme), 2009  (ISBN 9786054244096)
- Elli yıl sonra kül (La Cendre après cinquante ans), 2010  (ISBN 9786054244119)
- Aylak fikirler (Idée oisive), 2010  (ISBN 9786054168088)
- Bir Zamanlar Bakırköy (Temps anciens à Bakırköy), 2011  (ISBN 9789755396439)
- Ortak Benlik ( philosophie de soi commune)(2012)  (ISBN 978-9755396439)
- Nesne Benliği (la philosophie de soi acquise des objets)(2013)  (ISBN 978-9755397153)
- Aşka İnanası Geliyor (Poèmes essayant de croire en l'amour )(2013)  (ISBN 9786055328030)
- Kızböcekleri (Un roman d'une âme transformée par des foules féminines ) (2014)  (ISBN 978-6050923094)
- Dinamik Ahlak (Une interprétation phénoménologique basée sur un rationalisme intuitif ) (2018)  (ISBN 978  6053143062)
- Yokluk (Ontologique une interprétation sur la base du rationalisme intuitif ) (2019)  (ISBN 978 9753903929)
- Diri Aşk (Le roman qui dit que l'amour est un être vivant en soi )(2019)  (ISBN 978 6050964486)[8]